# Joseph Al-Zehlaoui
Joseph Al-Zehlaoui a été métropolite de l'archidiocèse orthodoxe antiochien d'Amérique du Nord de 2014 au 17 septembre 2022. Il est né en 1950 à Damas.

## Biographie
Après avoir reçu son éducation élémentaire aux écoles Saint-Jean-Damascène et Al-Assiyeh à Damas, et ses études secondaires au monastère Notre-Dame de Balamand dans la Koura, au nord du Liban, il a étudié la philosophie à l'Université libanaise (à Beyrouth) et la théologie, les langues et la musique à l'Université de Salonique en Grèce. Il parle couramment l'arabe, l'anglais et le grec.
Il a été ordonné diaconat alors qu'il était étudiant à Salonique, en décembre 1976. Par la suite, il a été ordonné prêtre par le patriarche Ignace IV, à la cathédrale Sainte-Marie de Damas en décembre 1980. En tant que diacre, il a servi des paroisses dans Salonique. En tant que prêtre, il était doyen de la cathédrale Sainte-Marie de Damas et surveillant de l'église de la Sainte-Croix et d'autres paroisses de la banlieue de Damas. En 1983, j'ai été pasteur des adeptes arabes orthodoxes vivant à Londres, en Angleterre, et en 1986, la communauté arabe orthodoxe vivant à Chypre.
Son élection à l'épiscopat a eu lieu le 5 mai 1991 et la consécration a eu lieu le 30 juin 1991 à la Sainte Cathédrale du Patriarcat de Damas avec le titre d'évêque de Qatana, en Syrie.
Au cours de son ministère de bureau, il a été superviseur général et professeur d'éducation religieuse au Collège orthodoxe Al-Assiyeh et a supervisé le siège patriarcal de Damas. En plus d'être l'assistant patriarcal au cours des dernières années, Mgr Joseph a été secrétaire du Saint Synode d'Antioche, rédacteur en chef du Bulletin patriarcal et a participé à plusieurs conférences théologiques en Grèce, au Texas et en Australie.
À la demande du métropolite Philippe (Saliba) de New York, Joseph Al-Zehlaoui a été choisi par le Saint-Synode d'Antioche le 24 janvier 1995 pour être évêque auxiliaire de l'archidiocèse chrétien orthodoxe antiochien d'Amérique du Nord.
À partir du 12 septembre 2004, il a été nommé premier évêque du Saint Diocèse de Los Angeles et de l'Occident intronisé par le métropolite Philip et le Saint Synode local de l'archidiocèse.